# Мавинга, Крис
Крис Мавинга́ (фр. Chris Mavinga; 26 мая 1991, Мо, Франция) — конголезский и французский футболист, левый защитник. Известен своей быстротой и агрессивностью. Имеет опыт выступлений за молодёжную сборную Франции, чемпион Европы в возрастной категории до 19 лет.

## Клубная карьера
Крис Мавинга — воспитанник футбольных клубов «Пари Сен-Жермен» и «Ливерпуль». В системе подготовки английского клуба защитник оказался в 2009 году. Вторую половину сезона 2010/11 выступал в чемпионате Бельгии за «Генк». Дебютировал в лиге Жюпиле 13 февраля 2011 года в матче против «Стандарда». 17 мая 2011 года, в матче с «Генком», Мавинга грубо атаковал Мехди Карсела-Гонсалеса, ударив его прямой ногой в лицо, что вызвало мгновенную потерю сознания у игрока, а также многочисленные осколочные переломы носа, челюсти и потерю пяти зубов. Мавинга очень извинялся перед травмированным футболистом
Летом 2011 года Мавинга подписал контракт с французским клубом «Ренн». Провёл первый матч за «красно-чёрных» 18 августа 2011 года в Лиге Европы против «Црвены Звезды». Три дня спустя впервые сыграл за «Ренн» в Лиге 1 (в матче с «Монпелье»)..
7 августа 2013 года подписал контракт с казанским «Рубином», срок контракта рассчитан на четыре года. Первый официальный матч за «Рубин» сыграл 29 августа 2013 года в Лиге Европы против норвежского «Молде». Летом 2014 года проиграл конкуренцию за место в составе Эльмиру Набиуллину и отправился в аренду в «Реймс» на один сезон. За французскую команду провёл девять матчей и вернулся в «Рубин».
31 января 2017 года Мавинга перешёл в канадский клуб MLS «Торонто». В североамериканской лиге дебютировал 11 марта 2017 года в матче против «Филадельфии Юнион», выйдя на замену в конце второго тайма вместо Цубасы Эндо. 8 марта 2018 года продлил контракт с «Торонто» на несколько лет. 9 января 2020 года подписал с клубом новый контракт. По окончании сезона 2022 «Торонто» не стал продлевать контракт с Мавинга согласно опции, но начал с ним переговоры о возможном новом контракте.
5 января 2023 года Мавинга на правах свободного агента присоединился к «Лос-Анджелес Гэлакси», подписав двухлетний контракт до конца сезона 2024. За «Гэлакси» дебютировал 4 марта 2023 года в матче стартового тура сезона против «Далласа». 21 февраля 2024 года «Лос-Анджелес Гэлакси» поместил Мавингу в список отказов.

## Карьера в сборных
С 2009 по 2010 год Крис Мавинга выступал за юношескую сборную Франции для игроков не старше 19 лет. В составе команды защитник принимал участие в юношеском чемпионате Европы-2010. На турнире сыграл четыре матча и стал чемпионом континента. В 2011 году сыграл четыре матча за сборную Франции для игроков не старше 20 лет. 5 сентября 2011 года защитник дебютировал в молодёжной сборной страны (в товарищеском матче с командой Португалии). В составе «молодёжки» Мавинга сыграл в семи матчах отборочного турнира к чемпионату Европы-2013. 8 ноября 2012 года дисциплинарный комитет Федерации футбола Франции лишил Мавингу права выступать за все сборные Франции до 31 декабря 2013 года в связи с нарушением дисциплины во время пребывания в молодёжной сборной страны перед отборочным матчем чемпионата Европы среди молодёжных команд.
В марте 2015 года был вызван в национальную сборную Демократической Республики Конго. 28 марта 2015 года дебютировал за сборную в товарищеском матче против Ирака.

## Достижения
Юношеская сборная Франции (до 19 лет)
- Чемпион Европы среди юношей: 2010

«Генк»
- Чемпион Бельгии (1): 2010/11

«Ренн»
- Финалист Кубка французской лиги (1): 2012/13

«Торонто»
- Чемпион MLS (обладатель Кубка MLS): 2017
- Победитель регулярного чемпионата MLS: 2017
- Победитель Первенства Канады: 2017, 2018

## Статистика
| Клуб             | Сезон   | Национальный чемпионат | Национальный чемпионат | Национальный чемпионат | Национальные кубки | Национальные кубки | Континентальные кубки | Континентальные кубки | Всего | Всего |
| Клуб             | Сезон   | Лига                   | Игры                   | Голы                   | Игры               | Голы               | Игры                  | Голы                  | Игры  | Голы  |
| ---------------- | ------- | ---------------------- | ---------------------- | ---------------------- | ------------------ | ------------------ | --------------------- | --------------------- | ----- | ----- |
| Генк             | 2010/11 | Жюпиле                 | 9                      | 0                      | 0                  | 0                  | 0                     | 0                     | 9     | 0     |
| Всего за «Генк»  |         |                        | 9                      | 0                      | 0                  | 0                  | 0                     | 0                     | 9     | 0     |
| Ренн             | 2011/12 | Лига 1                 | 14                     | 0                      | 3                  | 0                  | 5                     | 0                     | 22    | 0     |
| Ренн             | 2012/13 | Лига 1                 | 27                     | 0                      | 4                  | 0                  | 0                     | 0                     | 31    | 0     |
| Всего за «Ренн»  |         |                        | 41                     | 0                      | 7                  | 0                  | 5                     | 0                     | 53    | 0     |
| Рубин            | 2013/14 | Премьер-лига           | 7                      | 0                      | 8                  | 0                  | 0                     | 0                     | 15    | 0     |
| Всего за «Рубин» |         |                        | 7                      | 0                      | 8                  | 0                  | 0                     | 0                     | 15    | 0     |
| Всего            |         |                        | 57                     | 0                      | 15                 | 0                  | 5                     | 0                     | 77    | 0     |